# William Wintersole
William Wintersole (Portsmouth, Ohio, 1931. július 30. – Los Angeles, Kalifornia, 2019. november 5.) amerikai színész.

## Filmjei
Mozifilmek
- Második lehetőség (Seconds) (1966)
- Valley of the Dolls (1967)
- How to Save a Marriage and Ruin Your Life (1968)
- Moonfire (1970)
- Squares (1972)
- Hindenburg (1975)
- W.C. Fields and Me (1976)
- Leadbelly (1976)
- Kóma (Coma) (1978)

Tv-sorozatok
- Mission: Impossible (1966–1971, öt epizódban)
- Támadás egy idegen bolygóról (The Invaders) (1967, két epizódban)
- Star Trek (1968, egy epizódban)
- Jeannie, a háziszellem (I Dream of Jeannie) (1970, egy epizódban)
- Mannix (1970, egy epizódban)
- San Francisco utcáin (The Streets of San Francisco) (1973, egy epizódban)
- Columbo (1975, egy epizódban)
- Kojak (1975, egy epizódban)
- A farm, ahol élünk (Little House on the Prairie) (1978, egy epizódban)
- Nyughatatlan fiatalok (The Young and the Restless) (1986–2111, 50 epizódban)

## További információ
- William Wintersole az Internetes Szinkronadatbázisban (magyarul)
- William Wintersole az Internet Movie Database-ben (angolul)
- William Wintersole a Rotten Tomatoeson (angolul)